# Consumo de energía del tren y de otros medios de transporte
| Medio de transporte         | fuente | ocupación media real | Consumo real según ocupación media | Consumo teórico para ocupación ficticia al 100% |
| --------------------------- | ------ | -------------------- | ---------------------------------- | ----------------------------------------------- |
| Metro y tranvía             | BBG    | 21%                  | 1,7 l                              | 0,4 l                                           |
| Autobús                     | BBG    | 21%                  | 2,7 L                              | 0,6 L                                           |
| Tren cercanías de DB        | FES    | 30%                  | 2,3 l                              | 0,7 L                                           |
| Tren regional (RB) de DB    | BBG    | 20%                  | 5,4 L                              | 1,1 L                                           |
| Regional Exprés (REB) de DB | BBG    | 20%                  | 4,6 L                              | 0,7 L                                           |
| IC/EC de DB                 | BBG    | 39%                  | 1,9 l                              | 0,7 L                                           |
| ICE-1+2 de DB               | FES    | 47%                  | 2,5 L                              | 1,2 L                                           |
| ICE-3 de DB                 | FES    | 65%                  | 1,5-1,75 L                         | 1,0-1,1 L                                       |
| Renfe Serie 103             | (a)    | 65%                  | 1,7-2,2 L                          | 1,1-1,4 L                                       |
| TGV                         | FES    | 65%                  | 1,6 L                              | 1,0 L                                           |
| Automóvil                   | FES    | 1,7 persona          | 6 L                                | 2,4 L                                           |
| Avión (250 km)              | FES    | 66%                  | 10,5 L                             | 6,9                                             |
| Avión (750 km)              | FES    | 66%                  | 6,7 L                              | 4,4                                             |

Notas:
- FES[1]
- BBG[2]
- (a) Ver más abajo, el "ejemplo de la LAV Madrid-Barcelona"
- Para efectos de comparación, los consumos son en equivalente de L de gasolina "a partir de la estación de servicio". Para hacer un balance energético completo, hay que añadir un 30% en concepto de energía consumida para la producción, refinería, y distribución de la gasolina. Para comparar con "consumo equivalente de gasolina a partir de la estación de servicio", ver más abajo sección ¿Cómo se expresa el consumo de energía?
- Los consumos y datos de ocupación son los medios reales medidos en Alemania (Francia para el TGV) para los distintos tipos de transporte. Así los tráficos de cercanías a las horas punta tienen una ocupación cercana al 100% y el resto del día mucho más bajas, con lo que la media es inferior a la del tráfico de larga distancia.
- Puesto que se trata de datos medios reales de 2001, la ocupación del ICE-1 y 2 en Alemania (47%) es más baja que la del TGV (65%). En Francia, debido a un modelo comercial distinto se consiguen ocupaciones medias más elevadas.
- Los valores para el ICE-3 de la tabla eran según el proyecto y se ajustan a la realidad. Por ejemplo, según los datos de una nota de prensa de 2006 de Deutsche Bahn, en los primeros meses de servicio de la nueva LAV Núremberg-Munich el ICE-3 ha tenido un consumo de 1,4 L por 100 km con una ocupación del 65% (en L de gasolina a partir de la estación de servicio).[3]
- También se incluyen los consumos teóricos con una ocupación del 100%. Sin embargo, esos datos dan lugar a datos ficticios. Por ejemplo, por la propia naturaleza del servicio, con tráficos muy asimétricos y con puntas en pocas horas, el tráfico de cercanías nunca tendrá una ocupación media tan elevada como el de larga distancia.

## Consumo a distintas velocidades
El consumo aumenta fuertemente con la velocidad. Tomando valores del ICE-3 se obtiene este tabla
| Velocidad km/h | kWh por transportar 100 km un m² de superficie útil | tomando como referencia el consumo a 200km/h |
| -------------- | --------------------------------------------------- | -------------------------------------------- |
| 150            | 2,4                                                 | 86%                                          |
| 200            | 2,8                                                 | 100%                                         |
| 250            | 3,3                                                 | 118%                                         |
| 300            | 4,0                                                 | 143%                                         |
| 330            | 4,6                                                 | 164%                                         |
| 350            | 5,0                                                 | 179%                                         |

Tomando como referencia el consumo a 200 km/h, se observa que para pasar a 250 km/h el consumo sube el 18% y a 300 km/h el consumo sube al 143%. A 350 km/h se necesita 79% más energía que a 200 km/h. Este tipo de comparaciones muestra que la velocidad por la velocidad no es un buen argumento. Un ICE-3 a 350 km/h consume más del doble que a 150 km/h. Sin embargo, paradójicamente, el balance energético de tráficos a muy altas velocidades puede ser positivo si la mayor velocidad sirve para que más viajeros opten por el tren en vez del coche o avión (con consumos de energía mayores en un factor 3x a 6x, como, por ejemplo, se demuestra en un interesante estudio de 2007 con ejemplos de España.).
En cambio, del punto de vista de balance energético, no tiene sentido la Alta Velocidad para distancias cortas donde la ganancia de unos minutos no provoca mayores trasvases de viajeros al tren, y los costos de operación más caros (no solo consumo energético) no se compensan.

## El ejemplo de laLAVMadrid-Barcelona
Según Renfe, la serie 103 tiene previsto un consumo de respectivamente 11400 kWh, 13400 kWh y 14800 kWh para 300 km/h, 320 km/h y 350 km/h para el trayecto Madrid-Barcelona. Traducido a litros de gasolina "a partir de la estación de servicio"/100 km con una ocupación del 65 % son, respectivamente, 1,7, 2,0 y 2,2 L gasolina/100 km (ver más abajo, en sección "Para entender las tablas y los valores de consumo", como se llega a estos valores). La misma fuente da un consumo aproximado de "3 toneladas de combustible" para un Airbus de 153 plazas y de "4 toneladas" para un Boeing 757 de 190 pasajeros para un vuelo Madrid-Barcelona, lo que correspondería a consumos de 6,3 y 6,8 L "a partir de la estación de servicio"/100 km con una ocupación del 65%.
| Medio de transporte     | kWh trayecto completo por pasajero | kWh /100 km | Consumo en L gasolina/100 km |
| ----------------------- | ---------------------------------- | ----------- | ---------------------------- |
| AVE 103, v max 300 km/h | 99,8                               | 15,4        | 1,7 l                        |
| AVE 103, v max 320 km/h | 117,4                              | 18,1        | 2,0 l                        |
| AVE 103, v max 350 km/h | 129,6                              | 19,9        | 2,2 l                        |
| Avión (aproximado)      |                                    |             | 6,3-6,8 l                    |

La fuente citada también estima la emisión de CO2 con una ocupación del 100%: (61 kg CO2/pasajero en avión y 9,5 kg CO2/pasajero AVE). Con los mismos datos y ocupación, pero utilizando el "Control Ambiental de Movilidad" de la Deutsche Bahn (ver sección fuentes), se llegaría a un valor algo mayor, 16,1 kg CO2/pasajero de AVE con lo que el avión emitiría 4 y no 7 veces más CO2 que el AVE (Deutsche Bahn calcula la emisión de CO2 en kg multiplicando el consumo bruto en litros de gasolina por 1,7, y el del avión por 2,3.) 

## El ejemplo de laLAVMarsella París
SNCF ha hecho públicos datos para el TGV Marsella-París que son similares a los publicados en Alemania (ver arriba).
| Medio de transporte | fuente | kep (eq. kg petróleo) por viajero | Consumo en l gasolina/100 km |
| ------------------- | ------ | --------------------------------- | ---------------------------- |
| TGV                 | SNCF   | 9,6                               | 1,6 L                        |
| Coche               | SNCF   | 28,8                              | 4,8 L                        |
| Avión               | SNCF   | 32,2                              | 5,3 L                        |

## Consumo de vehículos diésel[7][8]
Valores indicativos en litros "a partir de la estación de servicio":
- Renfe Automotor 592: 1,07 L/km
- Renfe Automotor 593: 0,88 L/km
- Renfe Automotor 597: 1,32 L/km
- Renfe Locomotora 319: 3,36 L/km
- Renfe Locomotora 321: 3,67 L/km
- Renfe Locomotora 333: 3,99 L/km
- Renfe Locomotora 354: 2,36 L/km
- DB Serie 612 automotor 146 plazas, 160 km/h : 0,8 a 1,4 L/km
- DB Serie 628,2 automotor 146 plazas, 120 km/h: 0,6 a 0,8 L/km
- Locomotora DB serie 218 con 3 coches (unas 200 plazas): aprox. 2,5 L/km
- Autobús interurbano: 0,35 L/km
- Autobús urbano (dos ejes): 4 L/km
- Autobús urbano (tres ejes): 5,5 L/km

## Conclusión
- Tomando los datos reales de ocupación, se llega a la aparente paradoja que por pasajero transportado el consumo de energía es más alto en tráfico regional, con ocupaciones medias bajas (20 %), que en alta velocidad, debido a las ocupaciones mucho más altas.
- En Alemania, el consumo energético del ICE-1 y -2 es solo un 20 % superior al de los trenes intercity. De nuevo, las tasas de ocupación más altas en el ICE explican este hecho.
- Los ICE-3 y el TGV, construidos con materiales más livianos que los ICE-1 y 2, tienen los consumos enérgéticos más bajos de todos los transportes interurbanos considerados, incluyendo los trenes intercity (contando pon las ocupaciones medias registradas).
- Con factores de ocupación del 100 % el autobús sería muy eficiente desde punto de vista energético.
- El balance energético es claramente favorable (factores de 3x a 6x ) a la alta velocidad (ICE, TGV) en comparación con el avión.
- El consumo energético aumenta muy rápidamente con la velocidad (el ICE-3 consume casi 80 % más a 350 km/h que a 200 km/h).

Según los datos para la alta velocidad ferroviaria que se pueden obtener del trabajo de Daniel Albalate y Germà Bel, de la Universidad de Barcelona, estimaciones realizadas por Van Essen et al. confirman que el consumo de energía por MJ/asiento-km en el transporte aéreo es un 240 % superior a la de la AV ferroviaria. Pero la AV consume un 12,8 % más que los coches por autopista interurbana, un 55,9 % más si el coche es diésel, y un 140,9 % más que el tren convencional. Estos resultados son consistentes con los obtenidos por van Wee, van den Brink y Nijland, que también confirman la mayor contaminación generada por la AV respecto al ferrocarril convencional, y obtienen resultados similares al comparar con los vehículos que circulan por carretera. Finalmente, y en este mismo sentido, Lukaszewicz y Anderson encuentran una diferencia de un 32 % entre la AV y el tren convencional –en perjuicio de la AV–, al medir por kWh/asiento-km.

## Para entender las tablas y los valores de consumo

### Unidades y equivalencias
El consumo de energía se puede representar en unidades distintas. Equivalencias aproximadas :
- 1 l gasolina = 0,74 kg; 1 kg gasolina = 1,35 L
- Equivalente energía de 1 L gasolina = 32 MJ (Megajulio)
- Equivalente energía de 1 kg gasolina: 43,5 MJ
- 1 kWh (kWh, kilowatiohora) energía eléctrica = 3,6 MJ
- 100 kWh corresponden a 8,28 kg o 11,25 L gasolina
- 1 L gasolina corresponde a 8,9 kWh energía eléctrica
- 1 kg gasolina corresponde a 12 kWh
- 1 L combustible diésel tiene el contenido energético de 1,1 L gasolina
- 1 kg equivalente petróleo = 11,6 kWh = 0,97 kg gasolina = 1,31 L gasolina

### ¿Cómo se expresa el consumo de energía?
Generalmente el consumo de energía de vehículos se expresa de tres formas:
- consumo neto por el vehículo
- consumo equivalente de gasolina a partir de la estación de servicio
- consumo total de energía primaria

En las tablas de arriba se han indicado los consumos "en equivalente de litros de gasolina a partir de la estación de servicio" porque es más intuitivo, ya que es la forma en la que estamos acostumbrados a calcular el consumo.
Sin embargo, para hacer un balance energético completo, hay que añadir del orden de 30% en concepto de energía consumida para la producción, refinería, y distribución de la gasolina. En otras palabras, si un automovilista utiliza para un viaje 100 L de gasolina comprados en la estación de servicio, en realidad está consumiendo el equivalente de unos 130 L de gasolina de energía primaria. 
Para el consumo de energía eléctrica de un tren eléctrico ocurre algo parécido. Si un tren toma de la catenaria 100 kWh para un trayecto, en realidad está consumiendo un total de unos 300 kWh de energía primaria. Los otros 200 kWh se consumen en la producción (sea energía renovable o fósil) y distribución. La pérdida grande por estos conceptos se compensa por la mayor eficiencia de los motores eléctricos comparados a los de combustión (25% para los de gasolina, 30% diésel).
Generalmente se utilizan los valores indicativos y aproximados siguientes para convertir los diversos tipos de consumo de energía:
- Gasolina: total energía primaria = 1,3x consumo neto por el vehículo ("consumo equivalente de gasolina a partir de la estación de servicio")
- Energía eléctrica: total energía primaria = 3x consumo neto por el tren
- Consumo equivalente de gasolina a partir de la estación de servicio = 2,3x consumo neto energía eléctrica por el tren.

#### Ejemplo de cálculo para la LAV Madrid Barcelona
Los datos de consumo de 11400 kWh para una unidad de la serie 103 que hace el trayecto completo Madrid-Barcelona con velocidad máxima 300 km/h (ver más arriba) corresponden a la energía neta consumida por el tren. Para obtener el "equivalente a partir de la estación de servicio" debemos multiplicar por 2,3, lo que da 26.220 kWh. Dividiendo por 404 plazas, se obtienen 64,9 kWh por plaza con una ocupación del 100% y 99,8 kWh si es del 65%. Dividiendo por 8,9, se llega a 11,2 L de gasolina por el trayecto completo, lo que corresponde a 1,7 L/100 km.